# Модело Альберто Спенсер
«Моде́ло Альбе́рто Спе́нсер», официально «Моде́ло Альбе́рто Спе́нсер Эрре́ра» (исп. Estadio Modelo Alberto Spencer Herrera) — стадион, расположенный в городе Гуаякиль (Эквадор). В основном используется для футбольных матчей, но также на нём проводятся и соревнования по лёгкой атлетике, а также музыкальные концерты.

## История
Новый стадион Гуаякиля был заложен в 1951 году. Из-за своего расположения и размеров его неофициально назвали «Колоссом авениды Америки» (El Coloso de la Avenida de Las Américas). Строительство было завершено ко второму чемпионату Южной Америки 1959 года, который полностью прошёл на «Модело».
В 1961 году к розыгрышу Кубка Либертадорес присоединился Эквадор, и первый его представитель «Барселона» сыграла свой единственный домашний матч в предварительном раунде именно на «Модело».
С 1960 по 1985 год «Модело» использовался в качестве домашнего стадиона для сборной Эквадора. Затем эта роль перешла к «Олимпико Атауальпе». В 1980 и 2001 годах стадион был подвергнут реконструкции и модернизации. Однако по состоянию на середину 2017 года поле стадиона подвергалось критике СМИ, поскольку зачастую мешало футболистам выполнять даже относительно простые технические действия.
После смерти величайшего футболиста Эквадора Альберто Спенсера (3 ноября 2006 года) его имя было добавлено в официальное название стадиона «Модело». В настоящее время стадион вмещает 42 тыс. зрителей, однако во многих источниках указывается и прежняя вместимость в 48 780 зрителей и в 45 тыс. зрителей.

## Домашние команды
В настоящий момент на стадионе периодически играют клубы «9 Октября» и «Эверест». В прошлом на арене играли и другие команды, но в настоящий момент большинство из них играют в низших дивизионах, и им не требуется столь большой по вместимости стадион. Большая часть клубов переехала на «Алехандро Понсе Нобоа», который вмещает 3,5 тыс. зрителей.
- «9 Октября» (периодически)
- «Эверест» (периодически)
- «Барселона» (1959—1987, 2003, 2007)
- «Гуаякиль» (1959—1990, переехал на «Алехандро Понсе Нобоа»)
- «Депортиво Эспаньол» (1959—1967)
- «Кальви» (переехал на «Алехандро Понсе Нобоа»)
- «Норте Америка» (переехал на «Алехандро Понсе Нобоа»)
- «Панама» (переехал на «Алехандро Понсе Нобоа»)
- «Рокафуэнте» (переехал на «Комплехо Ла Сементо»)
- «Спорт Патрия» (переехал на «Аренас де Самборондон»)
- «Филанбанко» (1979—1990)
- «Эмелек» (1959—1991, 1995—1997, 2005)
- «Вальдес» (команда из города Милагро использовала этот стадион в качестве домашнего в 2005 году)
- Сборная Эквадора (1960—1985)
- Сборная провинции Гуаяс.

## Важнейшие матчи
Ниже представлены важнейшие матчи, которые проходили на стадионе «Модело Альберто Спенсер»:
- Все матчи второго чемпионата Южной Америки 1959
- Боливарианские игры 1965 (Кито и Гуаякиль)
- Домашние матчи сборной Эквадора в рамках Кубка Америки 1975 (турнир проходил по Олимпийской системе)
- Чемпионат Южной Америки по футболу среди молодёжных команд 1981 (Кито и Гуаякиль)
- Чемпионат Южной Америки по футболу среди молодёжных команд 2001 (девять матчей)